# Tamopsis transiens
Tamopsis transiens là một loài nhện trong họ Hersiliidae. T. transiens được miêu tả năm 1992 bởi Martin Baehr & Barbara Baehr.